# Eparchie sv. Mikuláše v Ruski Krstur
Eparchie sv. Mikuláše v Ruski Krstur je eparchie chorvatské řeckokatolické církve, nacházející se v Srbsku.

## Území
Exarchát zahrnuje všechny věřící byzantského ritu v Srbsku a Kosovu.
Sídlem exarchátu je město Ruski Krstur, v oblasti Vojvodina kde se nachází Katedrála svatého Mikuláše.
Zahrnuje 21 farností. K roku 2013 měl 22085 věřících, 18 diecézních kněží, 2 řeholní kněze, 2 řeholniky a 73 řeholnic.

## Historie
Dne 28. srpna 2003 byl z části území eparchie Križevci vytvořen apoštolský exarcját Srbska a Černé Hory.
Dne 19. ledna 2013 dekretem Attenta norma Kongregace pro východní církve byla zrušena jurisdikce nad Černou Horou a byla přesunuta pod biskupa latinského obřadu.
Dne 6. prosince 2018 povýšil papež František exarchát na eparchii s názvem: Eparchie sv. Mikuláše v Ruski Krstur.

## Seznam biskupů
- Djura Džudžar (od 2003)